# Teofan (Ilmienski)
Teofan, imię świeckie Siergiej Pietrowicz Ilmienski (ur. 14 września?/26 września 1867 w guberni saratowskiej, zm. 24 grudnia 1918 w Permie) – rosyjski biskup prawosławny, święty nowomęczennik.

## Życiorys
Urodził się w rodzinie diakona w wiejskiej parafii, w guberni saratowskiej. W 1888 ukończył seminarium duchowne w Saratowie. Następnie podjął wyższe studia teologiczne w Kazańskiej Akademii Duchownej. Ukończył ją w 1892. 1 czerwca tego samego roku, będąc już kapłanem, został wykładowcą pedagogiki w żeńskiej szkole w Saratowie. Według innego źródła Siergieja Ilmienskiego wyświęcono na diakona i kapłana dopiero w 1894, gdy był już nauczycielem. Od 7 października 1894 wykładał w szkole realnej w tym samym mieście. Pracował również w redakcji pisma prawosławnego Saratowskij Duchownyj Wiestnik. W 1911 wyróżniony nadaniem godności protojereja. W 1914 złożył wieczyste śluby zakonne w monasterze w Wołokołamsku i w tym samym roku otrzymał godność archimandryty. Według innego źródła, duchowny wstąpił do monasteru Wałaam w 1913 i to w tym klasztorze rok później został postrzyżony w małą schimę.
Już w 1914 mnicha Teofana skierowano do Saratowa do pracy w szkole duchownej. 5 września 1916 został natomiast wyznaczony na rektora seminarium duchownego w Permie. Rok później, 26 lutego 1917, miała miejsce jego chirotonia na biskupa solikamskiego, wikariusza eparchii permskiej. Po wyjeździe arcybiskupa permskiego Andronika na obrady Soboru Lokalnego Rosyjskiego Kościoła Prawosławnego biskup Teofan czasowo wykonywał jego obowiązki. 4 lutego 1918 zorganizował procesję, która obok wymiaru religijnego miała zaprotestować przeciwko prześladowaniom Cerkwi, i osobiście przeszedł przez Perm na jej czele. Wróciwszy do Solikamska, nawoływał duchownych do przeciwstawiania się antyreligijnej działalności bolszewików.
Na krótko przed swoją śmiercią metropolita Andronik udzielił mu pełnomocnictwa na objęcie zarządu eparchii permskiej w razie jego zgonu. Po zamordowaniu duchownego przez czekistów permskich 22 czerwca 1918 biskup Teofan faktycznie przejął zarząd eparchii, czemu nie sprzeciwiły się władze.

### Śmierć
W grudniu 1918, gdy wojska Białych zbliżały się do wciąż kontrolowanego przez bolszewików Permu, biskupa, podobnie jak wielu innych duchownych, uwięziono. 24 grudnia 1918, razem z trzema kapłanami i pięcioma świeckimi, został wyprowadzony z więzienia i doprowadzony na brzeg zamarzniętej rzeki Kamy, gdzie rozebrano go do naga, po czym kilkakrotnie opuszczano do przerębla i wyciągano z wody, aż do momentu, gdy zmarł z wyziębienia. Egzekucję przeprowadzono publicznie, przy silnej obstawie Czeka.

## Kanonizacja i upamiętnienie
Według wspomnień znających go osób, w życiu Teofana (Ilmienskiego) ogromną rolę odgrywała modlitwa i posty. Duchowny był ich zdaniem człowiekiem skromnym i otwartym, a przy tym zdecydowanym przeciwnikiem bolszewików.
W 2000 Sobór Biskupów Rosyjskiego Kościoła Prawosławnego kanonizował Teofana (Ilmienskiego) jako biskupa-nowomęczennika, jednego z Soboru Nowomęczenników i Wyznawców Rosyjskich. Kanonizowani zostali również duchowni i świeccy, którzy zginęli w tym samym dniu w Permie.